# John Pope-Hennessy

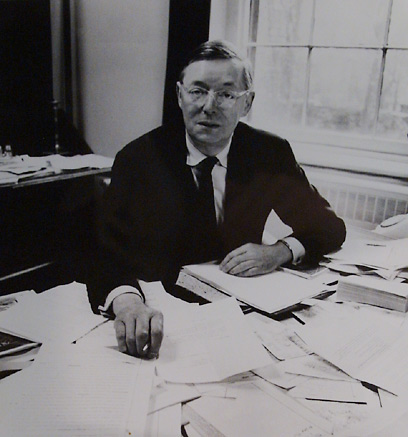
John Pope-Hennessy

Sir John Wyndham Pope-Hennessy (Londra, 13 dicembre 1913 – Firenze, 31 ottobre 1994) è stato uno storico dell'arte britannico, studioso del Rinascimento italiano. Molti suoi lavori, come l'Introduzione alla Scultura Italiana e il catalogo di Donatello: Scultore sono considerati classici nel settore.

## Biografia
Nato nel quartiere londinese di Belgravia in una famiglia benestante, studiò a Oxford, dove conobbe Kenneth Clark, che divenne il suo mentore. Durante gli studi, Pope-Hennessy viaggiò spesso in Europa continentale, prendendo confidenza con le grandi collezioni d'arte, pubbliche e private. 
Scrisse numerosi saggi. Tra il 1967 e il 1973 fu direttore del Victoria and Albert Museum e poi del British Museum (1974-1976), dal quale si dimise dopo l'uccisione di suo fratello, lo scrittore James Pope-Hennessy.
Si ritirò inizialmente in Toscana, poi accettò la proposta del Metropolitan Museum of Art di dirigere il dipartimento di pittura europea, trasferendosi nella città statunitense di New York. Fu professore alla New York University. A settantacinque anni si ritirò a Firenze, dove morì cinque anni più tardi. È sepolto al cimitero degli Allori.